# 熊谷レッドソックス
熊谷レッドソックス（くまがいレッドソックス）、宇高レッドソックス（うたかレッドソックス）は、1947年から国民野球連盟に参入した日本のプロ野球球団。

## 球団の歴史
1947年、国民野球連盟の発足に伴ってグリーンバーグともに夏季リーグ開始前に全国で興行試合を開始した。同年夏季リーグ終了後、スポンサーであった宇高産業が追徴課税による経営難のためチームを過去に加盟申請して断られた熊谷組にチームを売却した。この際に熊谷組が設立準備をしていた熊谷ゴールデン・カイツから3人の選手を入団させている。同年、リーグ解散とともに職業野球からは撤退した。
一部の選手は大塚アスレチックス（千葉ロッテマリーンズの前身のひとつ）に合流した。大塚アスレチックスは翌1948年1月、未加盟プロ球団の大映野球（千葉ロッテマリーンズの前身のひとつ）と共に九州巡業を行い、大映野球の他、ノンプロの星野組等と試合を行ったが、同年金星スターズと合併、金星に合流した選手にレッドソックス出身の選手はいなかった。
元オーナーの宇高勲は、就職口のなかった何人かの選手に宇高産業に就職させたが、野口渉を就職させたことが一つのきっかけとして、スカウトに転職、国民リーグ解散後、1950年に発足した西日本パイレーツ（現・埼玉西武ライオンズの前身の一つ）のフロントに入り、鈴木忠捕手（大塚）、田部輝男外野手（結城）の2名の国民リーガーをパイレーツ入りさせた。

## チーム成績・記録
- 1947年夏季リーグ 16勝14敗 勝率.533 3位／4チーム
- 1947年秋季リーグ 9勝10敗2分 勝率.474 3位／4チーム

## スポンサー
- 宇高産業（1947年夏季）……自動車部品製造
- 熊谷組(1947年秋季)……建設業

## 所属選手・監督
- 水谷則一（ライオン）……監督・外野手。背番号30。後に松竹ロビンスに入団。
- 宮沢基一郎……投手・外野手。背番号17。長野商業学校出身。後に大陽ロビンスに入団。
- 野口渉（グレートリング）……投手。背番号24。
- 長谷川治（グレートリング）……投手。背番号25。
- 野村高義（朝日軍）……投手・外野手。背番号12。
- 榎原好……投手。法政大学出身。夏季リーグ終了後、熊谷ゴールデンカイツから加入。
- 川口峯作……捕手。背番号5。成田中学出身。
- 櫛田由美彦（グレートリング）……捕手。背番号15。
- 衛藤大輔……捕手。台北商業学校出身。
- 亀山誠二……内野手。背番号2。慶應義塾商工学校（後の慶應二高）出身。
- 松本和雄……内野手。背番号18。明治大学出身。1948年に大陽ロビンスに入団。
- 宮崎剛（大阪タイガース）……内野手。背番号26。1948年に阪急ブレーブスに入団。
- 宮崎仁郎（グレートリング）……内野手。背番号27。小口工作所、明電舎を経て1949年に大陽ロビンスに入団。
- 茅野秀三……外野手。背番号11。横浜市立商業学校、金港クラブ出身。1947年夏季リーグの首位打者。1948年に中日ドラゴンズに入団、同年退団。
- 宮崎千代治……外野手。背番号28。荏原中学出身。
- 村瀬順二……外野手。背番号29。中京商業学校出身。
- 近藤利夫……神戸三中出身。夏季リーグ終了後、熊谷ゴールデンカイツから加入。
- 貴志久男……海草中出身。外野手。夏季リーグ終了後、熊谷ゴールデンカイツから加入。
- 渡辺大陸……監督。1947年夏季シーズン開始以前に水谷に監督を譲っている。1950年に大洋ホエールズ総監督に就任。